# Georg Ludwig Oeckler
Georg Ludwig Oeckler (* 29. Januar 1918 in Langquaid; † 1. Januar 2004 in Schwenningen) war ein deutscher Arzt und Politiker der SPD, der von 1954 bis 1962 dem Bayerischen Landtag angehörte.

## Leben und Beruf
Nach dem Besuch des Humanistischen Gymnasiums in Straubing trat er freiwillig in den Reichsarbeitsdienst sowie den aktiven Wehrdienst bei der Luftwaffe ein. Später studierte er Medizin an den Universitäten in München, Straßburg und Innsbruck. Im Oktober 1939 wurde er in den Kriegsdienst eingezogen, zeitweilig wurde er jedoch zur Fortsetzung seines Studiums abkommandiert. Am 23. Januar 1941 beantragte er die Aufnahme in die NSDAP und wurde zum 1. April desselben Jahres aufgenommen (Mitgliedsnummer 8.285.126). Er schloss mit Staatsexamen und Promotion ab, besuchte anschließend die Kriegsschule und war als Hilfsarzt in verschiedenen Luftwaffenlazaretten tätig, zuletzt als Truppenarzt in einem Nachtjagdgeschwader. Im April 1945 geriet er bei Bad Kreuznach in amerikanische Kriegsgefangenschaft. Nach seiner Entlassung ließ er sich als praktischer Arzt und Geburtshelfer in Lappersdorf nieder. Später lebte und wirkte er in Wasserburg am Bodensee.

## Politik
Oeckler trat 1946 in die SPD ein, für die er dem Kreistag des Landkreises Regensburg angehörte. Ebenfalls war er seit Bestehen Mitglied des Bayerischen Landesgesundheitsrates und seit 1954 dessen stellvertretender Vorsitzender. Im selben Jahr wurde er bei der Landtagswahl über ein Mandat im Wahlkreis Oberpfalz in den Bayerischen Landtag gewählt. 1958 wurde er wiedergewählt und gehörte dem Parlament bis 1962 an.

## Auszeichnungen
- 1980: Bayerische Staatsmedaille für soziale Verdienste
- 1981: Bundesverdienstkreuz 1. Klasse